# Garbagna Novarese
Garbagna Novarese (Garbagna ('d Noara) in piemontese, Garbagna in lombardo) è un comune italiano di 1 402 abitanti della provincia di Novara in Piemonte.

## Geografia fisica

### Territorio

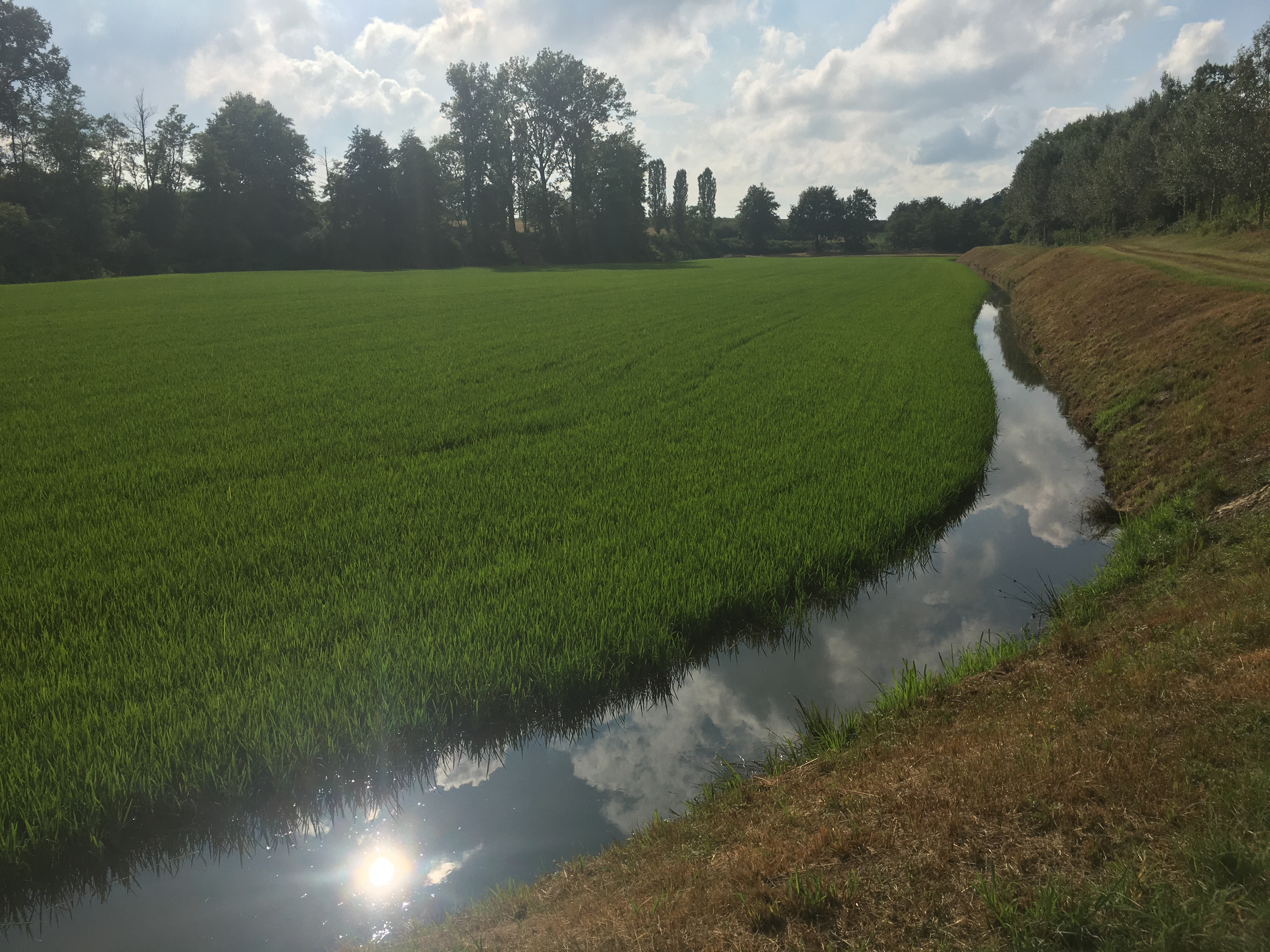
Una delle interruzioni del Terrazzo Novara-Vespolate: la valle del Ri

Il terreno è costituito da depositi alluvionali ghiaiosi e ghiaioso-sabbiosi, in associazione a materiale limoso e argilloso. Il territorio ha una morfologia mista.
La sezione settentrionale-occidentale fa parte di un terrazzo alluvionale fluvioglaciale ghiaioso, il Terrazzo Novara-Vespolate. È tendenzialmente pianeggiante, principalmente a seguito degli interventi umani che hanno spianato il terreno a fini agricoli, e degrada dolcemente verso sud. Le uniche interruzioni corrispondono agli alvei degli antichi scaricatori glaciali, oggi identificabili con i percorsi dei torrenti Arbogna e Rì. I lembi del terrazzo risultano contigui nel comune di Garbagna, mentre sono ancora collegati nel territorio comunale di Novara, che ne costituisce il limite settentrionale. Alcuni lembi isolati si rilevano in corrispondenza del centro abitato, ma il dislivello rispetto alla pianura circostante è stato pressoché annullato dagli interventi di urbanizzazione.
La restante parte del territorio è pianeggiante.

### Risorse idriche

#### Corsi d'acqua principali
Nella parte occidentale del comune scorrono il torrente Arbogna, il Cavo della Mensa Vescovile di Novara e il torrente Rì, oltre diversi corsi d'acqua minori.

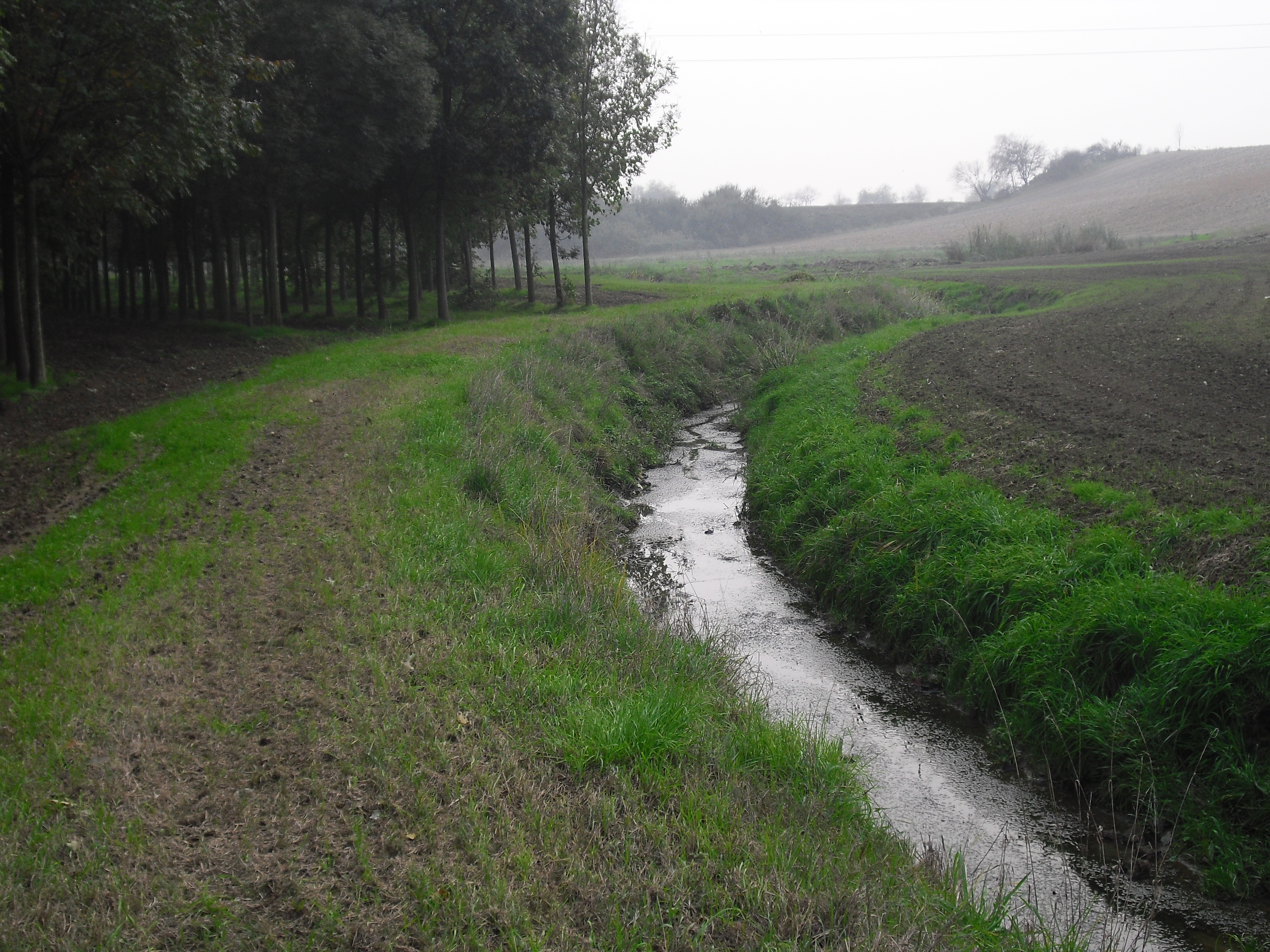
L'Arbogna a sud di Novara

Il torrente Arbogna ha origine in Novara e raccoglie le acque piovane e di scarico delle aree urbane della parte meridionale del comunale di Novara, convogliando in aggiunta le acque agricole di colatura e il flusso dei fontanili. Ha un marcato carattere torrentizio, con portate estremamente variabili: le piene possono essere improvvise, in quanto legate alle precipitazioni.
Il torrente raggiunge il territorio comunale da nord-ovest, scorrendo tra i lembi del Terrazzo Novara-Vespolate. Il corso è tendenzialmente rettilineo. Nel tratto a monte della Strada della Brusatina l'andamento è nord-ovest/sud-est, mentre a valle vira in direzione nord-sud. È contenuto solo marginalmente da argini in terra, ad esclusione dell'ultimo tratto in corrispondenza del depuratore, dove l'arginatura è più consistente.
Nella zona di "vallata" dell'Arbogna scorre anche il Cavo della Mensa Vescovile, derivato dal torrente Arbogna ancora nel territorio comunale di Novara, poco a monte del confine con Garbagna. Il torrente Arbogna, poco a valle di Cascina Mariina, sottopassa il Cavo della Mensa tramite un sifone, dopodiché i due corsi d'acqua scorrono paralleli e accostati fino a Cascina Brusatina. Il Cavo della Mensa Vescovile raggiunge infine Garbagna, sottopassa la SS 211 ed è tombinato in alcuni tratti in corrispondenza delle aree urbane. Dalle evidenze morfologiche, è probabile si tratti di un antico percorso dell'Arbogna stesso, successivamente abbandonato.

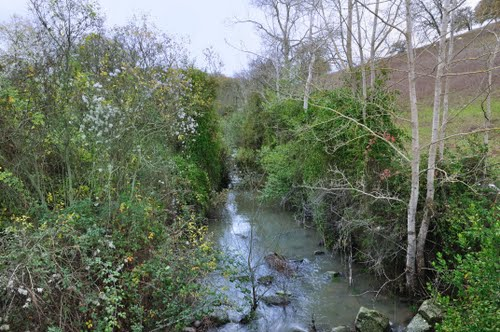
Il Rì sul confine tra Novara e Garbagna

L'altro corso d'acqua del territorio occidentale è il torrente Rì, che ha origine nella parte meridionale del comune di Novara. È utilizzato principalmente per l'irrigazione e come convettore delle acque piovane. Anche il Rì rappresenterebbe un'antica linea di drenaggio, che con l'alternarsi di attività erosiva ed alluvionale ha plasmato l'aspetto del territorio.
Al limite orientale del comune scorre il Rio Senella, ramo del torrente Terdoppio lomellino che ha origine poco a monte nel territorio di Sozzago. Il Terdoppio originariamente si sviluppava dalle alture moreniche di Divignano - Bogogno sino allo sbocco nell'Agogna. Una traversa costruita presso Cerano verso l'anno 1000, per alimentare le attività agricole ed artigianali presenti nella cittadina, portò nel tempo alla deviazione del corso. La zona dell'alveo originario presenta ad oggi numerose risorgive, quasi a sottolinearne l'antico tracciato. Tali risorgive convogliano in due rami principali, il Rio Senella ed il Rio Refreddo, che poco a valle (nei pressi di Cassolnovo, frazione Villanova) ricostituiscono il torrente Terdoppio, che prende il nome di Terdoppio lomellino.

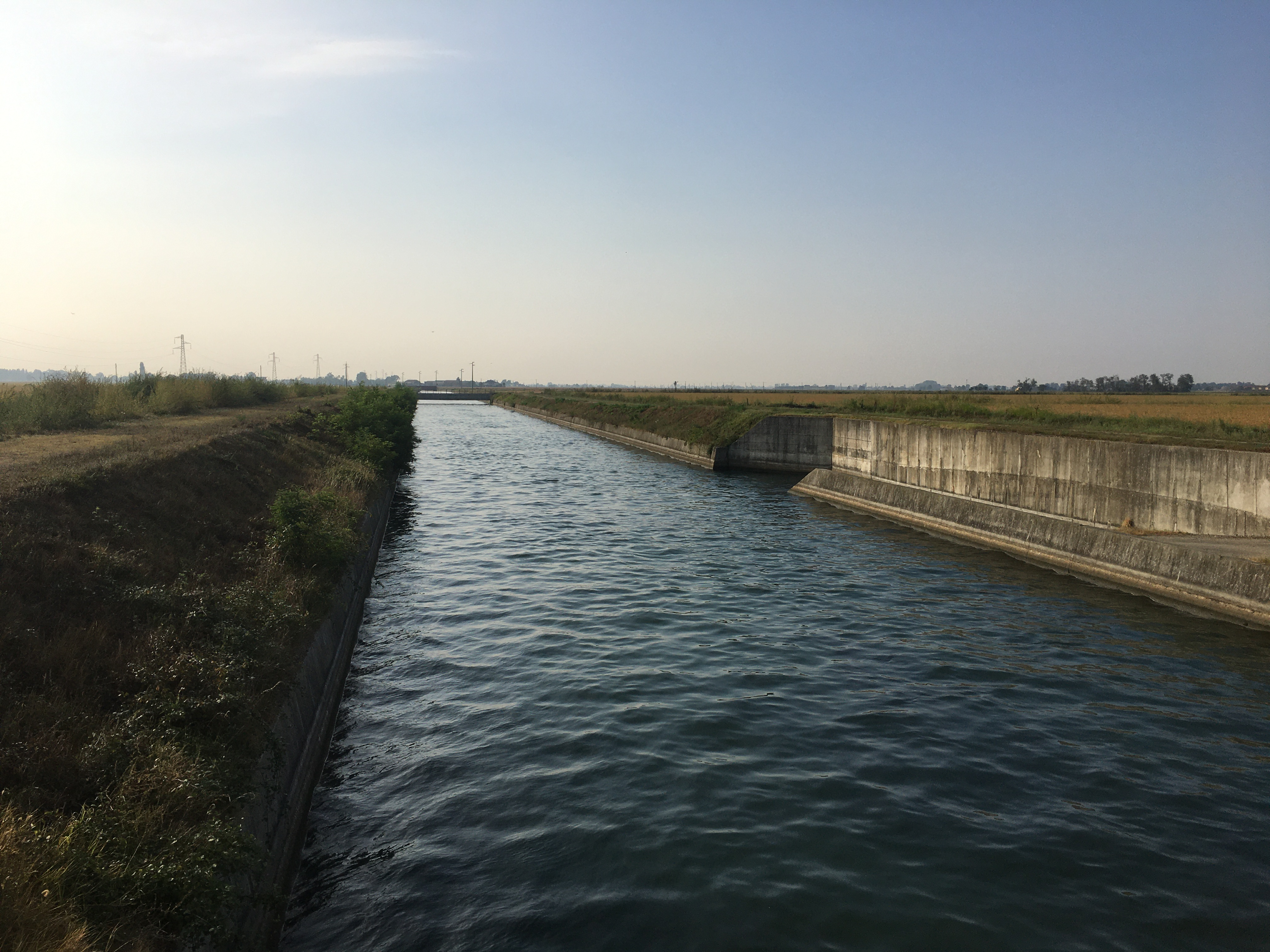
Il canale Quintino Sella a Garbagna

Nella parte orientale del comune transita infine un'importante arteria dell'irrigazione: il canale Quintino Sella. Realizzato nel 1870, ha origine dal Canale Cavour a nord di Novara e convoglia le acque verso sud ed est, fornendole ai comuni di Garbagna, Terdobbiate e Tornaco. All'altezza di Cilavegna si biforca poi in due subdiramatori. Con una portata stimata di circa 12 mc/s, in zona rappresenta l'arteria principale per l'irrigazione, distribuendo l'acqua ai canali e collettori di ordine inferiore.

#### Corsi d'acqua secondari
Il territorio è percorso da una fitta rete di cavetti e fossi, generalmente artificiali, che consentono la pratica di irrigazione agricola per sommersione. Soprattutto la parte orientale del comune ne è caratterizzata, distinguendosi marcatamente, da un punto di vista idrografico, dalla parte occidentale. Il sopra menzionato Canale Quintino Sella e i numerosi fontanili alimentano la gran parte di questa rete di canali e fossi artificiali.
Tra i canali artificiali di una certa rilevanza occorre menzionare il Cavo dell'Ospedale, del quale è presente un vecchio alveo abbandonato da tempo. Scorre nel tratto a valle della ferrovia, parallelamente alla strada per Terdobbiate, poi parallelamente alla SS 211 sino al sovrappasso con il torrente Arbogna, a valle del quale l'alveo è stato eliminato.
Un altro canale irriguo è il Cavo del Comune di Vespolate, nel settore orientale dell'abitato. Sottopassa la strada per Terdobbiate poco a ovest della stazione ferroviaria e scorre in direzione di Nibbiola, proseguendo successivamente a lato della SS 211 e piegando verso est lungo il confine meridionale del comune.
Tra i canali sfruttati per l'irrigazione si ricordano ancora la Roggia Molinara ed il Cavo di Moncucco.

#### Fontanili

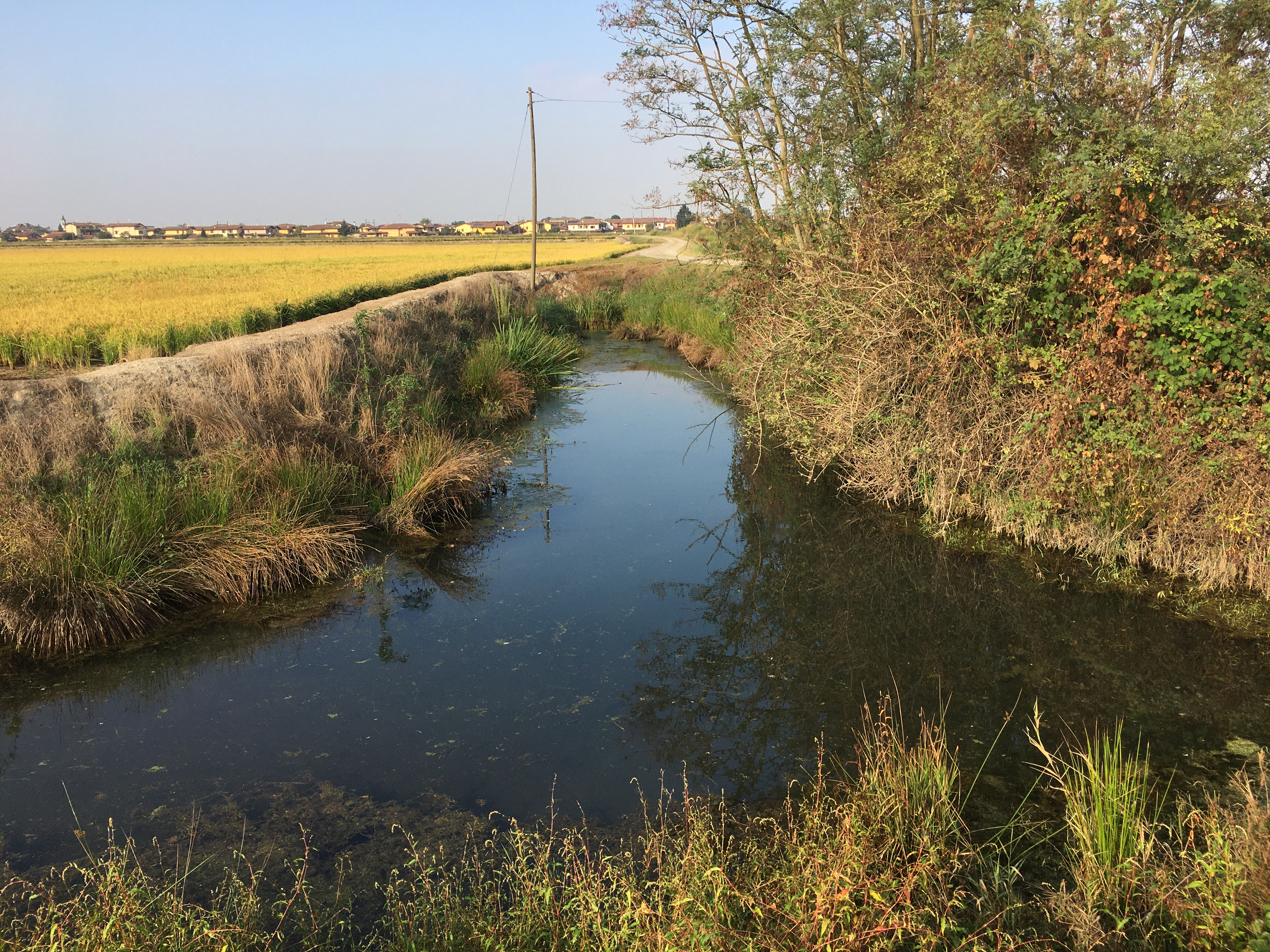
Fontana Roggiola, testata orientale

La parte orientale del comune presenta numerosi fontanili (o risorgive), una peculiarità della pianura novarese. Nel territorio di Garbagna il fenomeno è originato da tagli artificiali del suolo, profondi a tal punto da raggiungere la falda freatica sottostante (prossima comunque al piano livello del suolo) e al suo successivo convogliamento in canali opportunamente predisposti. L'osservazione dei fontanili ha consentito di stimare la profondità della falda a 2-2,5 metri.
Procedendo da ovest verso est i fontanili sono:
- fontanino del Borghetto: si origina poco a nord dell'abitato, è caratterizzata da una testata unica e dalla tipica forma "a goccia"; è tombinata per quasi tutto il corso, lungo via Colombo, da via IV Novembre alla strada per Terdobbiate, ad esclusione del primo tratto; la tombinatura si è resa necessaria per rendere la zona edificabile;
- fontana dell'Ospedale;
- fontana Roggiola: si origina poco a ovest del Canale Quintino Sella ed è a due testate;
- fontana Gambalotta;
- fontana San Martino.

## Origini del nome
È nominata per la prima volta in diversi documenti risalenti tra l'anno 840 e l'anno 1150, come Carpania. Dal 1150 iniziano ad essere utilizzate anche le denominazioni Garbania e Garbagna, mentre dal 1367 solamente quest'ultima rimane. Il 31 maggio 1863 cambia ufficialmente denominazione da Garbagna a Garbagna Novarese, per distinguerla dalla corregionale Garbagna d'Alessandria. Curiosamente, in alcuni documenti ufficiali è ripetutamente chiamata Garbagno.
Riguardo all'origine del nome, si ritiene che Carpania significhi bosco di càrpani (o càrpini), piante della famiglia delle betulle che prediligono i terreni asciutti: nella moltitudine di boschi della zona alla fine del primo millennio, quel bosco doveva avere una posizione estremamente interessante, al punto di meritare una denominazione specifica.
Pur non riferendosi direttamente al paese di Garbagna, un'origine alternativa è proposta da alcuni studi linguistici, che hanno evidenziato come la radice indoeuropea *(s)kerb(h)- ("intrecciare") abbia generato molte parole delle lingue europee attuali. In particolare, passando per la base preromana *garb-, si è ottenuta la parola francoprovenzale garbagna ("cesta").
Altre interpretazioni lo vogliono derivante dal basso latino garbus ("cespuglio"), col significato quindi di "luogo selvaggio e boschivo".

## Storia

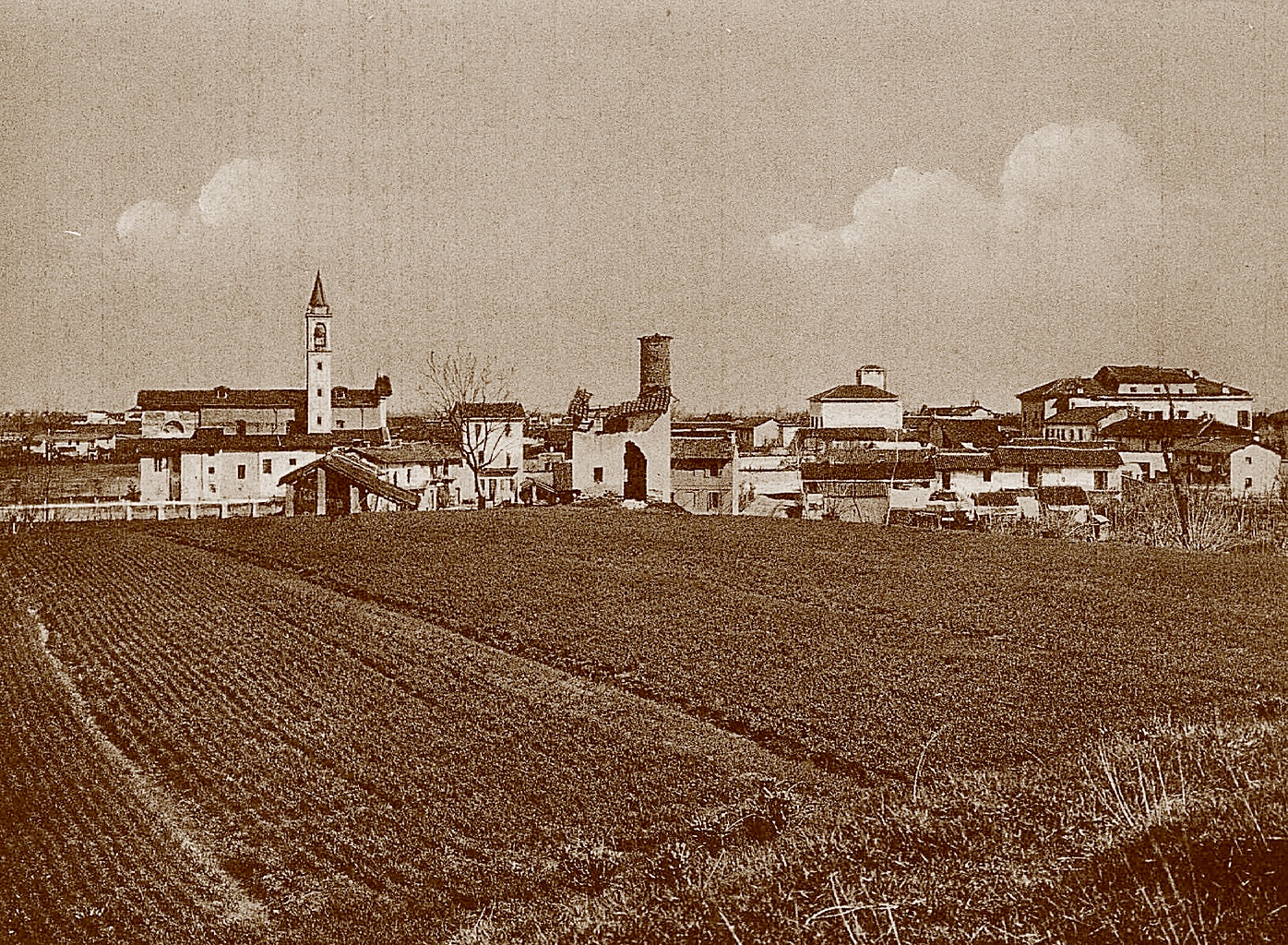
Cartolina d'epoca, con vista del paese dalla torre

La storia di Garbagna segue di pari passo la storia della vicina Novara.

### Simboli
Lo stemma e il gonfalone del comune di Garbagna Novarese sono stati concessi con decreto del presidente della Repubblica del 18 giugno 1949.
Stemma
(Statuto comunale, art. 6)
Gonfalone
(Statuto comunale, art. 6)

## Monumenti e luoghi d'interesse

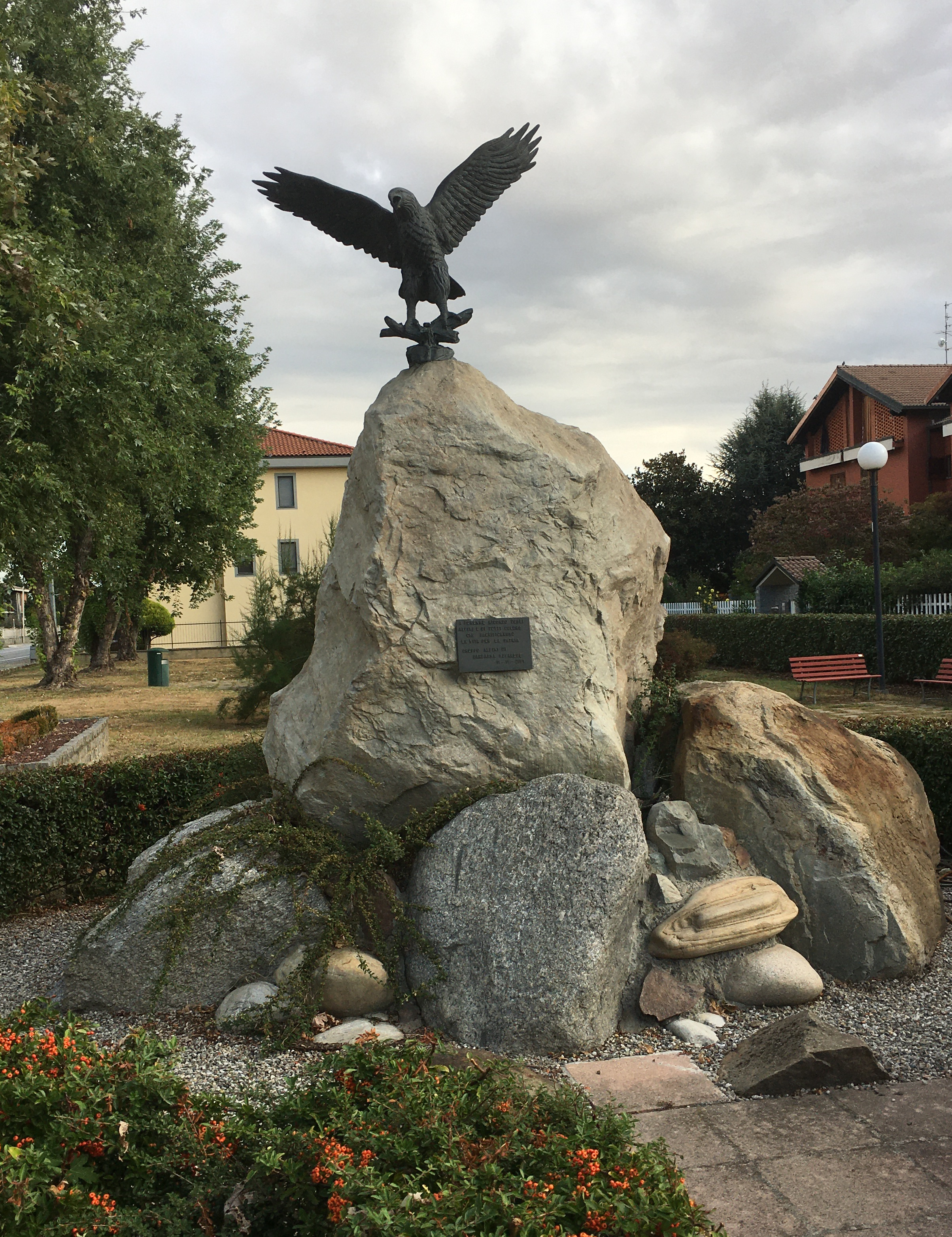
Monumento agli Alpini e ai caduti, sulla via principale

- Chiesa di San Michele Arcangelo: chiesa parrocchiale del paese, il cui oratorio originale fu eretto dai Longobardi[18], sostituito alla fine del XVI secolo con l'edificio attuale[18][19], a sua volta restaurato nel XVII secolo[20][21]; nei primi anni del XIX secolo furono aggiunte le navate laterali[22];
- Monumento agli Alpini e ai caduti: voluto dal Gruppo Alpini di Garbagna ed inaugurato il 10 novembre 2001[23];
- Oratorio di Santa Maria (Madonna di Campagna): piccolo edificio risalente alla fine dell'XI secolo, con interventi del XII secolo; all'interno sono conservati tredici affreschi risalenti al XV secolo, diversi dei quali opera della bottega dei Cagnola[24];
- Palazzo Caroelli: residenza di campagna dei conti Caroelli, feudatari del paese, risalente al XVII o al XVIII secolo; ad oggi versa in avanzato stato di degrado[25];
- Valle del Ri: piccola valle all'interno del terrazzo fluvio-glaciale Novara-Vespolate, ad ovest dell'abitato, ove scorre il torrente Ri[6];

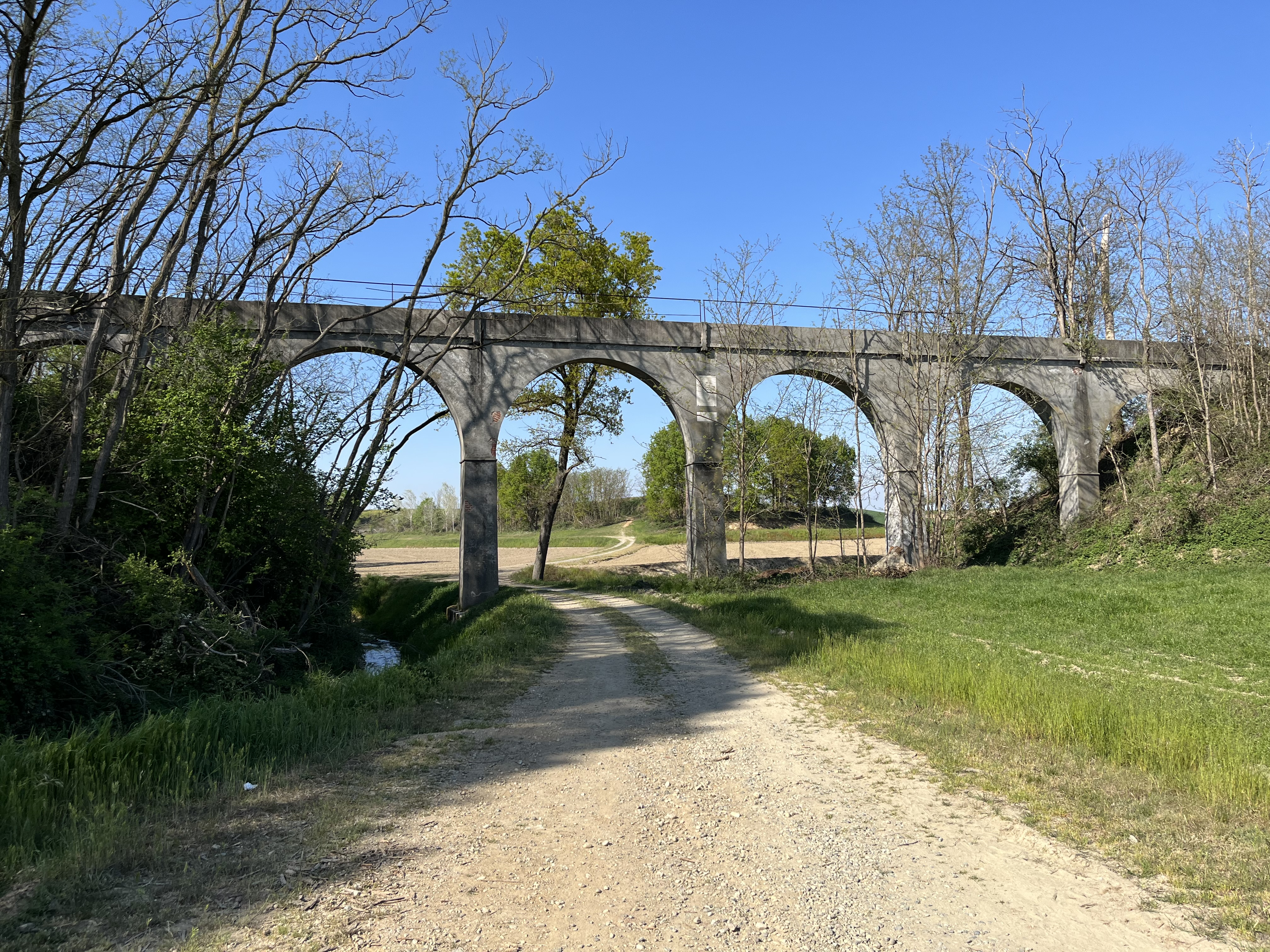
Ponte canale della Vallazza, in val del Rì

- Ponte canale della Vallazza: ponte canale a sei archi eretto nel 1863, che consente al corso del cavo Ricca di superare la valle del Ri[26].

## Società

### Evoluzione demografica
Abitanti documentati prima dell'unità d'Italia:
| Anno | Abitanti | Note   |
| ---- | -------- | ------ |
| 1600 | 350      | [ 27 ] |

| Anno | Abitanti | Note   |
| ---- | -------- | ------ |
| 1700 | 400      | [ 27 ] |
| 1723 | 431      | [ 27 ] |
| 1764 | 446      | [ 28 ] |
| 1779 | 508      | [ 27 ] |
| 1780 | 525      | [ 27 ] |
| 1781 | 520      | [ 27 ] |
| 1790 | 480      | [ 27 ] |
| 1792 | 538      | [ 27 ] |
| 1793 | 540      | [ 27 ] |

| Anno | Abitanti | Note   |
| ---- | -------- | ------ |
| 1805 | 553      | [ 29 ] |
| 1822 | 608      | [ 30 ] |
| 1837 | 690      | [ 31 ] |
| 1839 | 660      | [ 27 ] |
| 1841 | 674      | [ 27 ] |
| 1849 | 690      | [ 27 ] |
| 1854 | 762      | [ 32 ] |

Abitanti censiti

Il comune di Garbagna Novarese ha visto negli ultimi anni la più consistente espansione demografica relativa di tutto il Piemonte, ritornando ai livelli di un secolo fa; la popolazione è infatti passata da 964 abitanti del 2001 ai 1326 del 2009. In particolare tra il 2007 ed il 2008 si evidenzia una crescita di 176 abitanti, corrispondente a +15,6%. Questo ha comportato anche un notevole sviluppo edilizio con la costruzione di numerose abitazioni, sorte principalmente nella zona est dell'abitato.

## Cultura
Al secondo piano del municipio è presente la biblioteca civica, e al piano rialzato, accedendo dall'entrata a nord, si trova la scuola primaria pubblica.

## Geografia antropica

### Le cascine
Come tutta la Bassa Novarese, anche il territorio di Garbagna è disseminato di cascine, centri nevralgici di tutta l'attività rurale.
Le cascine non inglobate nel centro abitato sono state considerate nel tempo vere e proprie frazioni del comune e sono ad oggi riportate come agglomerati dallo statuto comunale: Marijna, Belvedere, Brusattina, Moncucco, Buzzoletto Nuovo, Buzzoletto Vecchio, Cascinetta. L'unica cascina compresa nel centro abitato è il Borghetto.

## Infrastrutture e trasporti
Il comune e il paese sono attraversati longitudinalmente dalla strada provinciale 211 della Lomellina (SP 211), che conduce a Novara verso nord e a Mortara in direzione sud. Le restanti strade sono la provinciale 76 per Terdobbiate e la provinciale 98 che collega Garbagna a Olengo e Terdobbiate.
Ad est dell'abitato è posta la stazione ferroviaria, connessa alla linea Novara-Alessandria.
Sulla via principale del paese, di fronte al municipio, è disponibile la fermata dell'autolinea Novara-Cilavegna.

## Amministrazione

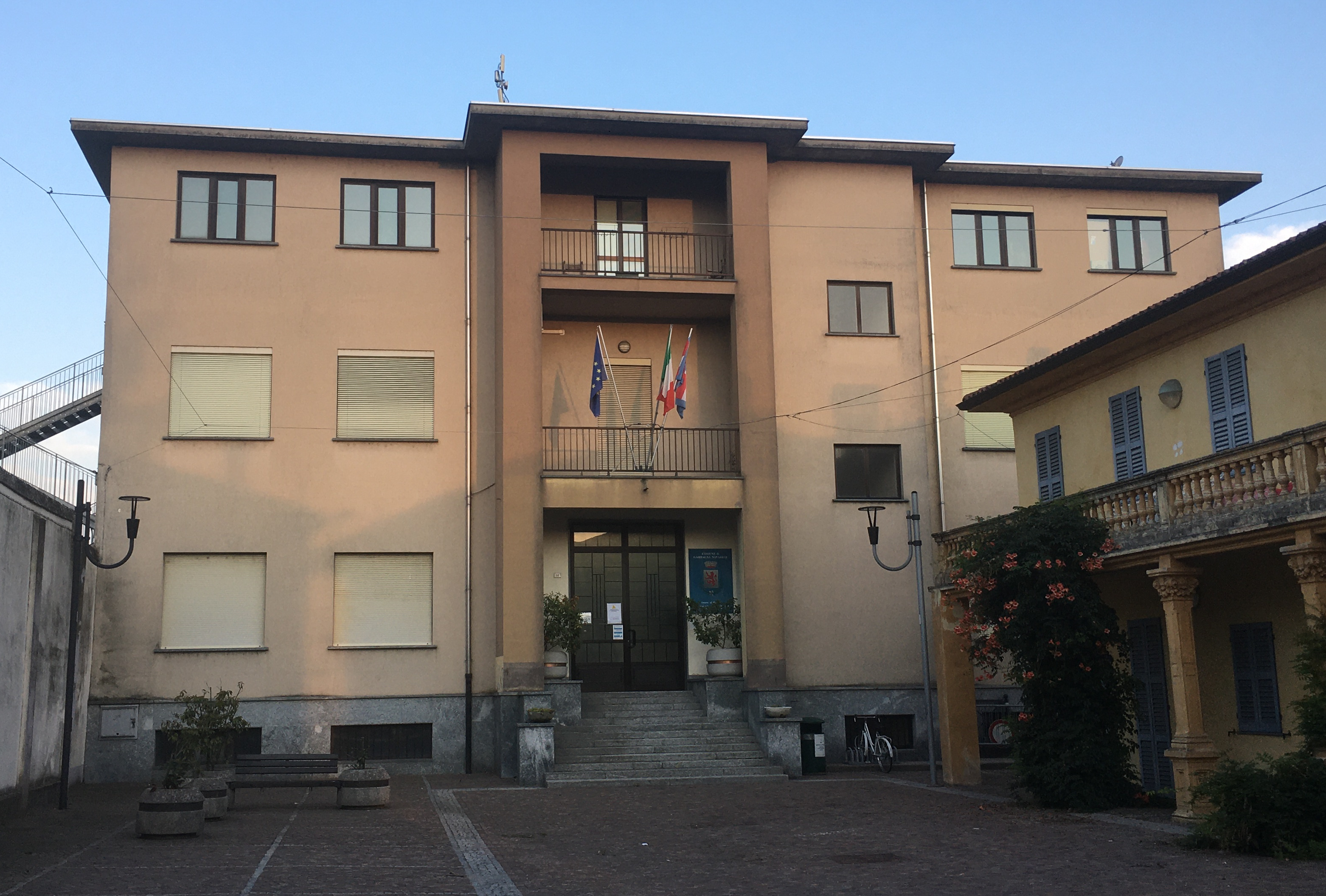
Il palazzo del municipio

I periodi delle amministrazioni precedenti il 1932 non sono riportati in modo sistematico dalle fonti consultate, segue la lista degli anni per cui il dato è disponibile.
| Anni                               | Primo cittadino            | Carica                          | Note                                      |
| ---------------------------------- | -------------------------- | ------------------------------- | ----------------------------------------- |
| 1780                               | Giovanni Paolino           | Sindaco                         | [ 49 ]                                    |
| 1797                               | Pietro Cerina              | Sindaco                         | [ 50 ]                                    |
| 1799                               | Antonio Maria Bandi        | Presidente del corpo municipale | [ 49 ]                                    |
| 1826                               | Giovanni Cambieri          | Sindaco                         | [ 51 ]                                    |
| 1831, 1832                         | Pietro Cerina              | Sindaco                         | [ 52 ] [ 53 ]                             |
| 1834, 1835, 1838                   | Gaetano Robecco            | Sindaco                         | [ 49 ] [ 54 ] [ 55 ]                      |
| 1837, 1840                         | Cesare Morbio              | Sindaco                         | [ 49 ] [ 56 ]                             |
| 1841, 1842, 1844, 1845             | Enea Silvio Moretti        | Sindaco                         | [ 57 ] [ 58 ] [ 59 ] [ 60 ]               |
| 1846, 1847                         | Gioachino Montalenti       | Sindaco                         | [ 61 ] [ 62 ]                             |
| 1849                               | Giovanni Battista Robecchi | Sindaco                         | [ 63 ]                                    |
| 1851, 1853, 1854, 1857, 1858       | Carlo Cappa                | Sindaco                         | [ 49 ] [ 64 ] [ 65 ] [ 66 ] [ 67 ]        |
| 1862, 1863                         | Giovanni Battista Robecchi | Sindaco                         | [ 68 ] [ 69 ]                             |
| 1865, 1866, 1869, 1870, 1873       | Bartolomeo Manzini         | Sindaco                         | [ 70 ] [ 71 ] [ 72 ] [ 73 ] [ 74 ]        |
| 1879, 1886, 1889                   | Costantino Bevilacqua      | Sindaco                         | [ 75 ] [ 76 ] [ 77 ]                      |
| 1896, 1899, 1907, 1910, 1916, 1919 | Carlo Geri                 | Sindaco                         | [ 78 ] [ 79 ] [ 80 ] [ 81 ] [ 82 ] [ 83 ] |
| 1930                               | Carlo Geri                 | Podestà                         | [ 84 ]                                    |

Dal 1932 in avanti, invece, la successione delle amministrazioni è molto più precisa.
| Periodo           | Periodo           | Primo cittadino     | Partito                          | Carica                  | Note                 |
| ----------------- | ----------------- | ------------------- | -------------------------------- | ----------------------- | -------------------- |
| -                 | 1 settembre 1932  | Carlo Geri          | Partito Nazionale Fascista       | Podestà                 | [ 85 ] [ 86 ]        |
| 2 settembre 1932  | 1937              | Carlo Angelo Allevi | Partito Nazionale Fascista       | Podestà                 | [ 87 ]               |
| 1937              | 1943 (almeno)     | Francesco Magni     | Partito Nazionale Fascista       | Podestà                 | [ 88 ] [ 89 ]        |
| 1945              | 1948              | Felice Pavesi       |                                  | Sindaco                 | [ 90 ]               |
| 1948              | 1964              | Emilio Tencaioli    | Partito Socialista Italiano      | Sindaco                 | [ 91 ] [ 92 ]        |
| 1964              | 1970              | Gaudenzio Giarda    |                                  | Sindaco                 | [ 93 ]               |
| 1970              | 1981              | Mario Costadone     | Democrazia Cristiana             | Sindaco                 | [ 94 ] [ 95 ]        |
| 1981              | 1987              | Giacomo Manzini     | Democrazia Cristiana             | Sindaco                 | [ 96 ] [ 97 ] [ 98 ] |
| 26 marzo 1987     | 22 giugno 1990    | Giuseppino Boeri    | Democrazia Cristiana             | Sindaco                 | [ 99 ]               |
| 22 giugno 1990    | 19 aprile 1993    | Giuseppino Boeri    | Democrazia Cristiana             | Sindaco                 | [ 99 ]               |
| 17 maggio 1993    | 24 aprile 1995    | Giampiero Fornara   | Democrazia Cristiana             | Sindaco                 | [ 99 ]               |
| 24 aprile 1995    | 14 giugno 1999    | Giampiero Fornara   | Partito Popolare Italiano        | Sindaco                 | [ 99 ]               |
| 14 giugno 1999    | 14 giugno 2004    | Giampiero Fornara   | Partito Popolare Italiano        | Sindaco                 | [ 99 ]               |
| 14 giugno 2004    | 8 giugno 2009     | Davide Milanesi     | lista civica                     | Sindaco                 | [ 99 ]               |
| 8 giugno 2009     | 26 maggio 2014    | Davide Milanesi     | lista civica                     | Sindaco                 | [ 99 ]               |
| 26 maggio 2014    | 22 maggio 2019    | Matteo Manzini      | lista civica: Obiettivo Garbagna | Sindaco                 | [ 99 ]               |
| 22 maggio 2019    | 20 settembre 2020 | Antonella Azzarello |                                  | Commissario prefettizio | [ 100 ] [ 101 ]      |
| 20 settembre 2020 | in carica         | Fabiano Trevisan    | lista civica: Progetto Garbagna  | Sindaco                 | [ 99 ]               |

### Gemellaggi
- Rio Saliceto, dal 2024[102][103]
- Trino Vercellese, dal 2024[102][103]

## Sport

### Impianti sportivi

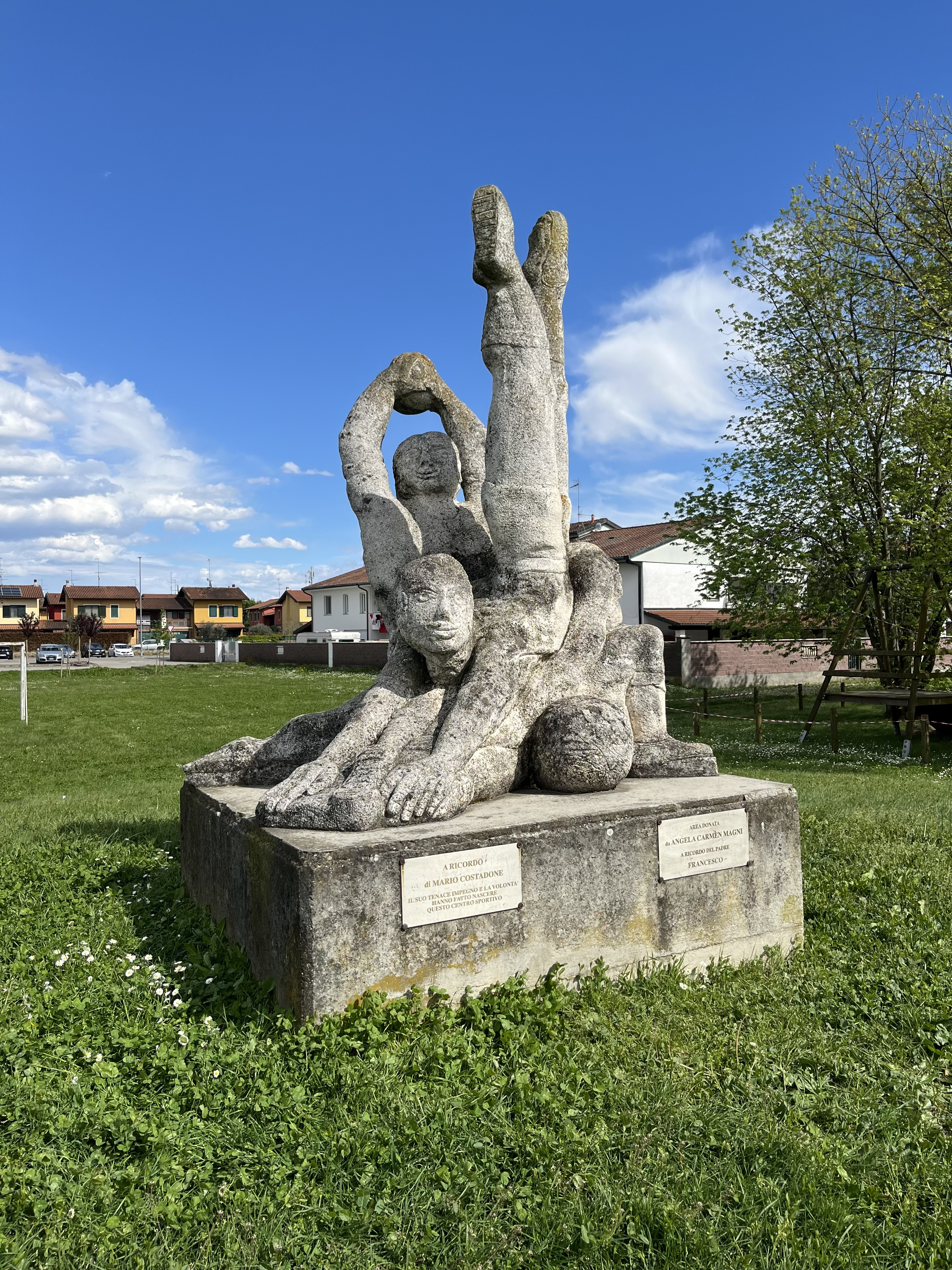
Monumento allo sport, presso il centro sportivo

Il Centro sportivo Mario Costadone è stato costruito agli inizi degli anni '80, intitolato alla memoria del sindaco Mario Costadone, che in prima persona avviò l'opera.
Il centro è dotato di:
- campi da tennis illuminati, con relativi spogliatoi e servizi;
- area verde con panchine e giochi per bambini (tra cui una teleferica, dal 2015[105]);
- campo da calcio a 11 illuminato, con relativi spogliatoi;
- campetto esterno di pubblico utilizzo.